# Pièce de 10 centimes Marianne
La pièce de 10 centimes Marianne, également appelée type « Lagriffoul » du nom de son graveur, est émise à partir de 1962.

## Frappes courantes
| Millésime | Tirage      | Remarques                                                                                 |
| --------- | ----------- | ----------------------------------------------------------------------------------------- |
| 1962      | 3 500       | essai                                                                                     |
| 1962      | 29 100 000  |                                                                                           |
| 1963      | 217 601 000 |                                                                                           |
| 1964      | 93 409 000  |                                                                                           |
| 1965      | 41 220 000  |                                                                                           |
| 1966      | 16 422 000  |                                                                                           |
| 1967      | 196 728 000 |                                                                                           |
| 1968      | 111 700 000 |                                                                                           |
| 1969      | 129 530 000 |                                                                                           |
| 1970      | 77 020 000  |                                                                                           |
| 1971      | 26 280 000  |                                                                                           |
| 1972      | 45 700 000  |                                                                                           |
| 1973      | 58 000 000  |                                                                                           |
| 1974      | 91 990 000  | Jusque cette année le différent de droite était une chouette.                             |
| 1975      | 74 450 000  | À partir de cette année le différent de droite devient un dauphin.                        |
| 1976      | 137 320 000 |                                                                                           |
| 1977      | 140 110 000 |                                                                                           |
| 1978      | 154 360 000 |                                                                                           |
| 1979      | 140 000 000 |                                                                                           |
| 1980      | 140 000 000 |                                                                                           |
| 1981      | 100 000 000 |                                                                                           |
| 1982      | 109 975 000 |                                                                                           |
| 1983      | 149 984 400 |                                                                                           |
| 1984      | 199 988 600 |                                                                                           |
| 1985      | 169 992 000 |                                                                                           |
| 1986      | 149 992 000 |                                                                                           |
| 1987      | 149 984 000 |                                                                                           |
| 1988      | 149 984 000 |                                                                                           |
| 1989      | 179 984 000 |                                                                                           |
| 1990      | 179 992 000 |                                                                                           |
| 1991      | 179 984 000 |                                                                                           |
| 1992      | 129 968 000 |                                                                                           |
| 1993      | 149 968 000 |                                                                                           |
| 1994      | 179 968 000 | avec le différent de droite dauphin ou abeille.                                           |
| 1995      | 169 967 011 | À partir de cette année, le différent de droite est une abeille et remplace le dauphin.   |
| 1996      | 179 976 013 |                                                                                           |
| 1997      | 551 991 000 |                                                                                           |
| 1998      | 350 025 013 |                                                                                           |
| 1999      | ???         |                                                                                           |
| 2000      | 60 000 000  |                                                                                           |
| 2001      | ???         | À partir de cette date, le différent de droite est un fer à cheval et remplace l'abeille. |

## Frappes commémoratives
Pas de frappe commémorative.

## Sources
- "Valeur des Monnaies de France" de René Houyez éditions GARCEN
- http://www.monnaiedeparis.fr/fonds_doc/f10cent.htm